# Bryum calobryoides
Bryum calobryoides är en bladmossart som beskrevs av Magnus Spence 1986 [1987. Bryum calobryoides ingår i släktet bryummossor, och familjen Bryaceae. Inga underarter finns listade i Catalogue of Life.